# The Unquiet Dead
"The Unquiet Dead" (KBS 방영 제목 : <잠들지 않는 시체>)는 영국의 텔레비전 공상과학 드라마 《닥터 후》 첫번째 시리즈의 세번째 에피소드이다. 각본은 유로스 린, 감독은 마크 게티스가 맡았으며 영국에서 2005년 4월 9일에 처음으로 방영되었다.
9대 닥터 (크리스토퍼 에클리스턴)는 동행자 로즈 타일러 (빌리 파이퍼)와 함께 빅토리아 시대인 1869년 크리스마스 이브의 영국 카디프로 떠난다. 그곳에서 가스 형태로 된 이상한 생명체의 목격담을 마주한 닥터와 로즈는 찰스 디킨스 (사이먼 캘로)와 함께 장의사 스니드 씨 (앨런 데이비드)를 만나, 시신들이 살아 움직이는 현상에 대해 조사한다. 가스 생명체의 정체는 겔스 종족 (성우 조 손)이었고, 카디프에 난 우주의 틈새를 통해 건너와 시신을 접수하여 살아남으려 한다는 사실이 밝혀진다.
닥터후 뉴 시즌이 시작된 이래 처음으로 과거로 향하는 에피소드이며, 시리즈의 폭을 넓히기 위한 에피소드로 기획되었다. 각본 초안에서는 영매를 주소재로 다루고자 하였으며 분위기도 다소 음침한 편이었으나, 이후 좀비를 소재로 하는 것으로 바뀌고 일종의 액션활극에 가깝도록 수정되었다. 이번 에피소드에서 찰스 디킨스 역을 맡은 사이먼 캘로는 사실 이전에도 디킨스를 연구했을 뿐만 아니라 디킨스 역으로 다수의 작품에 출연한 배우였는데, 에피소드 출연 계기에 대해 역사 기록대로 정확히 묘사되었다고 생각했기 때문이란 소감을 밝혔다. 이밖에도 카디프의 틈이란 설정이 처음으로 소개되는 에피소드이며, 이브 마일스가 하녀 역으로 처음 출연하였는데, 2006년 닥터 후의 스핀오프 드라마인 《토치우드》에 그웬 쿠퍼 역으로 출연하게 된다.
촬영 과정에서 닥터 후가 제작되는 카티프 시에는 빅토리아 시대에 지어진 건축물이 별로 없었기 때문에, 인근 도시에서 로케이션 촬영을 진행했다. 2004년 9월 스완지와 몬머스, 10월 퍼나스에서 대부분 촬영이 이뤄졌으며 물론 카디프에서도 9월에 로케이션 씬 하나를 촬영하였다. 스튜디오 실내촬영은 9월~10월 사이 뉴포트의 유닛 Q2 웨어하우스에서 진행되었다. 겔스 종족은 CG로 구현해낼 수 있었다. "The Unquiet Dead"는 영국에서 첫방송될 당시 886만 명이 시청하였다. 평론가들의 반응은 대체로 호평이었으나, 줄거리 상의 허점이나 도덕적 갈등이 결여되었다는 평도 제기되었다.

## 줄거리

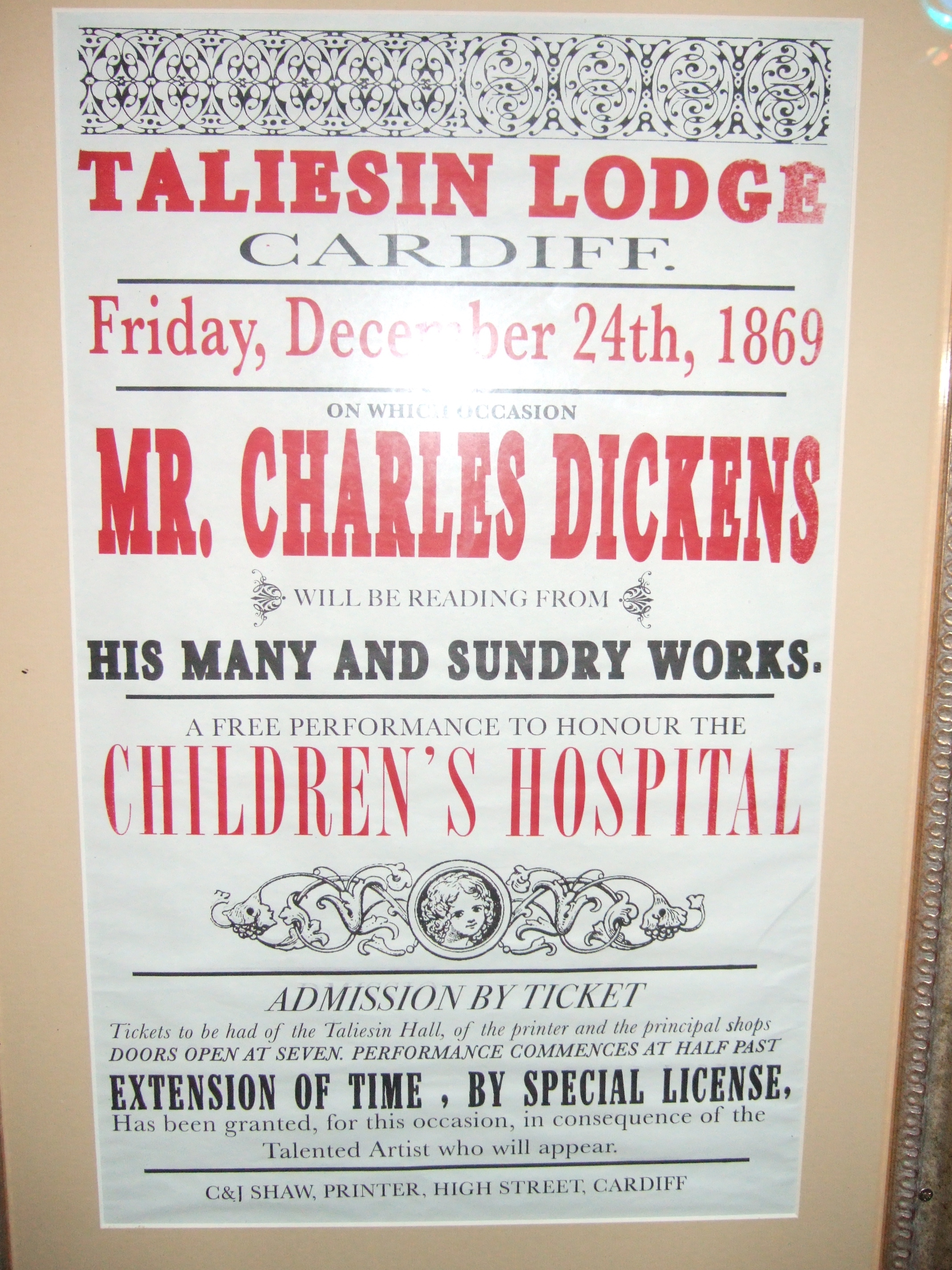
닥터후 박람회에 전시된 본 에피소드의 찰스 디킨스 연극 포스터

닥터와 로즈는 1869년 크리스마스 이브의 카디프에 도착한다. 근처의 개브리엘 스니드와 하녀 귀네드가 운영하는 장례식장에는 피어스 여사의 시신이 안치되어 있었는데, 갑자기 푸른 빛의 증기에 휩싸여 살아 움직이더니 할머니 시신을 지키고 있던 손자 레드파스를 죽이고 영안실에서 도망쳐 나온다. 투시능력을 갖고 있던 귀네드는 그 시신이 인근 극장으로 향하고 있음을 감지한다. 그곳에서는 찰스 디킨스의 신작이 발표되고 있었는데, 낭독회 도중에 피어스 여사의 시신으로부터 푸른색 증기가 빠져나가고 그 모습을 목격한 관객들은 기겁해 달아난다. 극장의 소동은 닥터와 로즈의 시선을 끌고 두 사람은 바로 사건을 조사하러 달려간다. 스니드와 귀네드 역시 극장으로 가서 도망쳐나온 시신을 수습하지만 그 모습을 로즈에게 들키자 로즈도 납치해 간다.
장례식장 영안실에서 문득 정신을 차린 로즈는 피어스 여사와 레드파스 씨의 시신이 또다시 살아 움직이는 것을 목격한다. 마침 장례식장에 도착한 닥터와 디킨스는 영안실로 쳐들어가 가까쓰로 로즈를 구한다. 닥터는 시신들과 대화할 수 있도록 강령회를 열어달라고 귀네드를 설득시킨다. 이어 방 안에 푸른 빛의 증기가 가득 차며 모습을 드러내는데 다름아닌 겔스 종족 (Gelth) 이었음이 밝혀진다. 이들은 본래 형체를 가진 외계종족이었으나 시간 전쟁으로 자신들의 모습도 고향도 잃고 떠도는 존재들이었다. 겔스들은 닥터에게 영안실 지하에 있는 카디프의 틈을 열어 건너갈 수 있게 해달라고 빈다. 그들의 처지에 동정심을 발휘한 닥터는 겔스가 새로운 육체를 찾을 곳으로 향하기 전까지 시신을 잠시 육체로 쓸 수 있도록 하고, 귀네드로 하여금 겔스들이 카디프의 틈을 건널 수 있는 가교 역할을 하도록 부탁한다.
귀네드는 겔스들이 건너갈 수 있게 아치 문 중간에 서서 틈새를 연다. 그런데 틈새로 나온 겔스의 수가 생각했던 것보다 훨씬 많았는데, 알고 보니 그들의 진짜 속셈은 지구상의 모든 생명체를 죽여 숙주로 삼아 이 행성을 접수하려는 것이었음이 밝혀진다. 이윽고 스니드가 살해당하고 겔스가 그의 몸에 씌인다. 겔스가 가스의 영향을 받는다는 사실을 깨달은 디킨스는 가스등을 모두 끄고 가스를 가득 채워 겔스들이 몸 밖으로 나오게 만드려 한다. 닥터는 귀네드에게 겔스를 다시 내보내고 틈새를 다드라고 전하지만, 귀네드는 틈새를 닫을 수도 내팽겨칠수도 없는 상황에 놓이고 만다. 대신 귀네드는 겔스를 한데 붙잡은 다음 성냥갑 뭉치를 챙겨, 장례식장을 가득 채운 가스에 불을 당겨 폭발과 함께 해치우려는 결심을 한다. 귀네드의 자폭을 저지하려던 닥터는 그녀가 틈새를 열면서 이미 죽음을 맞이한 상태라는 사실을 깨닫는다. 결국 폭발과 함께 겔스 종족은 사라지고, 틈새가 닫힌다. 닥터와 로즈, 디킨스는 폭발 직전에 겨우 탈출하여 목숨을 건진다.
사건을 해결한 닥터와 로즈는 타디스를 타고 떠날 준비를 한다. 닥터는 로즈에게 사실 디킨스는 다음 해에 안타깝게도 세상을 떠날 것이란 사실을 귀띔한다. 디킨스는 타디스의 형체가 사라지는 모습을 두 눈으로 보며 경이로움을 느끼고, 집필 활동에 나서는 것에 완전히 만족하며 카디프 시로 향한다.